# La Tribu: Un nuevo amanecer
La Tribu: Un nuevo amanecer (en inglés, The Tribe: A New Dawn) está basada en la serie de televisión de culto La Tribu, y equivaldría a la 7.ª Temporada. Se trata de la segunda novela escrita por A.J. Penn, tras la exitosa primera entrega La Tribu: un nuevo mundo. La saga de libros consta actualmente de tres volúmenes, pero recientemente se ha sabido que ya están trabajando en la cuarta entrega. La primera edición fue publicada por Cumulus Publishing Limited el 30 de noviembre de 2014 (justo tres años después de la primera). La edición española sin embargo se publicó recientemente, el 19 de septiembre de 2021 en formato electrónico y dos días después en tapa blanda. La traducción al castellano volvió a contar con Pere Bordera tras su excelente trabajo con la primera novela. 
La tercera entrega de la saga se llama La Tribu: (R)Evolución, fue lanzada al español en diciembre de 2022.
La dramatización en audio de La Tribu: Un nuevo amanecer fue lanzada el 4 de abril de 2021. Contando nuevamente con las voces de los actores originales: Beth Allen (Amber), Caleb Ross (Lex), Antonia Prebble (Trudy), Meryl Cassie (Ebony), Matt Robinson (Slade) y Michelle Ang (Tai-San). Exceptuando a Danny James (Zoot), quién pasó el relevo a [[Damon Andrews]] (El Guardián). Lamentablemente éste audiolibro se encuentra únicamente en inglés, aunque de estar traducido perdería la esencia al prescindir de las voces del elenco.

## Sinopsis
Después de los muchos desafíos presentados en el best seller, “La Tribu: Un nuevo mundo”, los Mall Rats (Las Ratas de Ciudad) se enfrentan a un desafío aún mayor, mientras intentan desentrañar los muchos misterios inexplicables que ahora encuentran.
¿Cuál fue la verdadera misión de la flota de supervivencia de las Naciones Unidas? ¿Quién es el enigmático líder del Colectivo? ¿Qué ocurrió realmente en la Base Aérea Arthurs? ¿Hay algo más siniestro tras los secretos revelados en la isla paradisíaca donde han quedado varados?
Obligados a resolver los angustiosos conflictos de sus vidas personales, los Mall Rats deberán también decidir qué camino tomar, y si enfrentarse o no a los fantasmas de su pasado en la batalla por sobrevivir contra un adversario siniestro.
Con la extinción de la humanidad siendo una amenaza muy real, ¿podrán resistir contra viento y marea para asegurarse un futuro, y la promesa de un mejor mañana?
¿O sufrirán la misma suerte que los adultos que perecieron antes que ellos?
La tribu deberá no solo luchar por sus vidas, sino también enfrentar sus mayores temores para evitar que el nuevo mundo se sumerja aún más en la oscuridad, y garantizar que la esperanza prevalezca en un nuevo amanecer.
Y que mantienen el sueño vivo…

## Nuevos personajes
- Connor
- Aras